# Beethovenův platan
Beethovenův platan je památný platan javorolistý v Praze na Malé Straně. Mohutný solitérní strom stojí v zahradě Velkopřevorského paláce, která je otevřena veřejnosti jako součást galerie moderního designu Artisème. Její obvodová zeď je též známá jako Lennonova zeď. Jedná se o nejmohutnější a nejstarší platan na území Prahy a vůbec nejmohutnější památný strom Prahy.

## Základní údaje

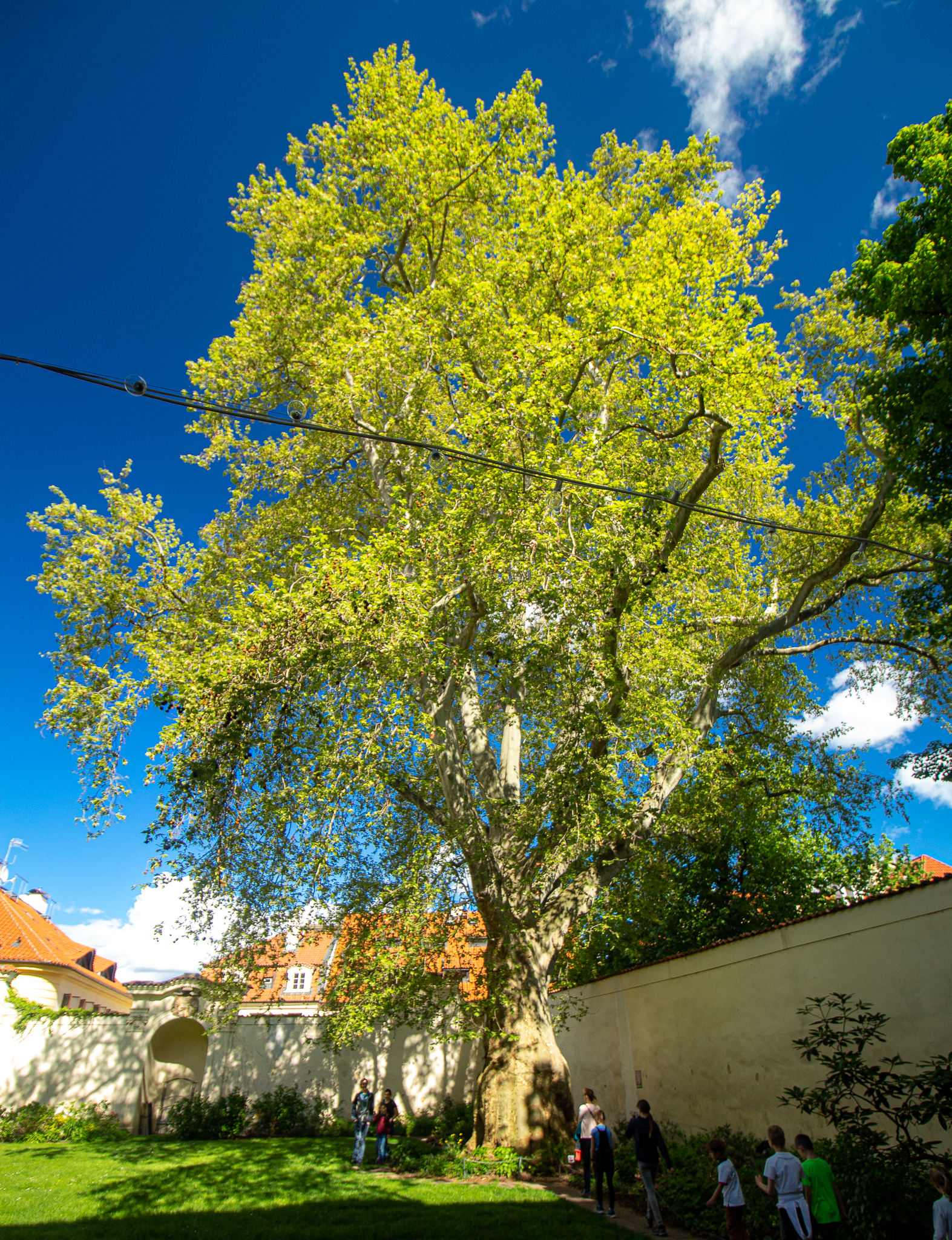
Beethovenův platan v zahradě Velkopřevorského paláce

- název: Beethovenův platan, platan u Velkopřevorského paláce, platan na Velkopřevorském náměstí
- výška: 32 m (1996),[1][4][5] 34 m,[6] 34 m (2004),[5] 33 m (2011)[7]
- obvod: 670 cm (1996),[1][4][5] 694 cm (2004),[5] 712 cm (2011),[8] 752 cm (2013)[9]
- průměr koruny: 38 m (2004)[5]
- výška kmene: 4 m (2004)[5]
- věk: 250 let,[4] 180 let[6] (vysazen po roce 1725, podle ÚSOP až kolem roku 1810)[9]
- zdravotní stav: velmi dobrý (1996),[5] výborný (2004),[5] výborný (2009)[9]

## Historie a pověsti
Podle pověsti byl vysazen ve 12. století, když se v těchto místech usadil řád maltézských rytířů. Také existuje pověst o tom, že pod ním během pobytu v Praze roku 1796 odpočíval Ludwig van Beethoven. Byl ubytován v nedalekém hostinci U zlatého jednorožce a měl dovoleno do zahrady paláce maltézských rytířů chodit. Zamiloval se v té době do devatenáctileté hraběnky Josefiny Clary-Aldringenové a říká se, že o ní pod platanem sníval.
Platan javorolistý je výsledkem křížení platanu východního a západního a poprvé se objevuje až kolem roku 1700 v Londýně. V zahradě nebyl vysazen dřív, než během barokní přestavby paláce, která proběhla v letech 1725 až 1727. Pod platanem se v minulosti pořádaly koncerty.